# Supercopa de Tahití
La Supercopa de Tahití , es un torneo que se juega cada año, y enfrenta al campeón de la Primera División de Tahití contra el campeón de la Copa de Tahití.

## Palmarés
| Año       | Campeón          | Marcador       | Subcampeón       |
| --------- | ---------------- | -------------- | ---------------- |
| 1995      | AS Vénus         |                | AS Central Sport |
| 1996      | AS Pirae         |                | AS Manu-Ura      |
| 1997      | AS Dragon        | 2–0            | AS Vénus         |
| 1998      | Desconocido      | Desconocido    | Desconocido      |
| 1999      | AS Vénus         |                | ?                |
| 2000–2006 | Desconocido      | Desconocido    | Desconocido      |
| 2007      | AS Tefana        | 3–1            | AS Manu-Ura      |
| 2008      | AS Manu-Ura      | 0–0 (5–4 pen.) | AS Tefana        |
| 2009–2013 | Desconocido      | Desconocido    | Desconocido      |
| 2014      | AS Tefana        | 3–2            | AS Pirae         |
| 2015      | Desconocido      | Desconocido    | Desconocido      |
| 2016      | AS Dragon        | 2–1            | AS Tefana        |
| 2017      | AS Tefana        | 4–2            | AS Dragon        |
| 2018      | AS Central Sport | 5–4            | AS Dragon        |

### Títulos por equipo
| Club             | Títulos | Subtítulos | Años campeón     | Años subcampeón |
| ---------------- | ------- | ---------- | ---------------- | --------------- |
| AS Tefana        | 3       | 2          | 2007, 2014, 2017 | 2008, 2016      |
| AS Dragon        | 2       | 2          | 1997, 2016       | 2017, 2018      |
| AS Vénus         | 2       | 1          | 1995, 1999       | 1997            |
| AS Manu-Ura      | 1       | 2          | 2008             | 1996, 2007      |
| AS Pirae         | 1       | 1          | 1996             | 2014            |
| AS Central Sport | 1       | 1          | 2018             | 1995            |